# Müncheberg Ergänzung
Müncheberg Ergänzung este o arie protejată (arie specială de conservare — SAC, sit de importanță comunitară — SCI) din Germania întinsă pe o suprafață de 687,1 ha, integral pe uscat.

## Localizare
Centrul sitului Müncheberg Ergänzung este situat la coordonatele 52°31′56″N 14°10′45″E / 52.5322°N 14.1792°E.

## Înființare
Situl Müncheberg Ergänzung a fost declarat sit de importanță comunitară în august 2004.

## Biodiversitate
Situată în ecoregiunea continentală, aria protejată conține 1 habitat natural: Lacuri eutrofice naturale cu vegetație de tip Magnopotamion sau Hydrocharition.
La baza desemnării sitului se află mai multe specii protejate:
- amfibieni (1): buhai de baltă cu burta roșie (Bombina bombina)
- pești (3): zvârluga (Cobitis taenia), țipar (Misgurnus fossilis), boarță (Rhodeus sericeus amarus)